# Фишю
Фишю́ (от фр. fichu) — тонкая косынка или сложенный по диагонали квадратный платок из лёгкой ткани (муслина, батиста) или кружев, прикрывавший шею и декольте. Появился в одежде французских женщин нижних и средних слоёв общества в XVII веке. Фишю прикрывал популярный в то время глубокий вырез на дамском платье, согревая и обеспечивая пристойность облика. Однако часто дамы пользовались фишю так, что платок скорее открывал или выгодно преувеличивал женские прелести, нежели скрывал их.
Не следует путать фишю с канзу, косынкой или платком большего размера, который тоже закрывал шею и декольте, но концы которого перекрещивались на груди и завязывались на талии.